# Stapleton Cotton
Stapleton Cotton (ur. 14 listopada 1773 w Llewenny Hall w Denbighshire, zm. 21 lutego 1865 w Clifton) – brytyjski arystokrata, polityk i wojskowy, młodszy syn sir Roberta Cottona, 5. baroneta i Frances Stapleton, córki pułkownika James Russella Stapletona.
Kształcił się w Westminster School. W wieku 16 lat wstąpił do wojska, do 23. Regimentu Pieszego w stopniu podporucznika. W 1793 r. kapitanem 6. pułku Dragonów Gwardii. Razem z regimentem uczestniczył w kampanii księcia Yorku we Flandrii. Niedługo później został podpułkownikiem i wstąpił do 25. pułku Lekkich Dragonów. Wkrótce stał się ulubieńcem króla Jerzego III, który przeprowadzał inspekcję pułku w Weymouth. W 1796 r. wraz z pułkiem został skierowany do Indii. Po drodze wziął udział w lokalnych operacjach w Kraju Przylądkowego (lipiec – sierpień 1796). Na subkontynencie indyjskim bram udział w wojnie z Tipu Sultanem i brał udział w szturmie Seringapatamu w 1799 r.
W tym czasie, po śmierci starszego brata, został dziedzicem tytułu baroneta. Ojciec załatwił więc synowi odwołanie z Indii. Cotton rozpoczął więc służbę w 15. pułku Lekkich Dragonów. Razem z pułkiem brał udział w walkach z irlandzkimi powstańcami Roberta Emmetta i w 1800 r. otrzymał awans na stopień pułkownika. Pięć lat później został generałem-majorem. W latach 1806–1814 był członkiem Izby Gmin z okręgu Newark. W 1809 r. odziedziczył tytuł 6. baroneta.
Cotton został ponownie powołany do wojska w 1808 r., kiedy to cesarz Napoleon wkroczył na Półwysep Iberyjski i zajął Hiszpanię i Portugalię. Na pomoc tej ostatniej Brytyjczycy wysłali korpus ekspedycyjny pod dowództwem generała Arthura Wellesleya, późniejszego księcia Wellington. Cotton objął w korpusie stanowisko dowódcy kawalerii. Odznaczył się tam w wielu bitwach. Walnie przyczynił się do zwycięstwa w bitwie pod Salamancą 22 lipca 1812 r., za co osobiście podziękował mu Wellington. Niedługo po bitwie został ciężko ranny. Po zakończeniu działań wojennych w 1814 r., już jako generał-porucznik i kawaler Orderu Łaźni, został parem Zjednoczonego Królestwa jako baron Combermere.
Nie uczestniczył w bitwie pod Waterloo. W jego miejsce dowódcą kawalerii został lord Uxbridge. Kiedy ten został ranny, Combermere'a wysłano jako jego zastępcę. Kiedy przybył do Francji było już po wojnie. W 1817 został gubernatorem Barbadosu i dowódcą wojsk brytyjskich w Indiach Zachodnich. W latach 1814–1820, baron zajął się przebudową swojej rodowej rezydencji Combermere Abbey w stylu neogotyckim. W 1820 odwiedził go tam książę Wellington. Na jego cześć wybudowano tzw. Skrzydło Wellingtona (obecnie zniszczone).
W latach 1822–1825 dowodził wojskami w Irlandii. Później został wysłany do Indii, gdzie brał udział w oblężeniu Bhurtpore w 1826. Rok później otrzymał tytuł wicehrabiego Combermere. Po powrocie do domu otrzymał wiele orderów i urzędów. Został m.in. kawalerem Krzyża Wielkiego Orderu Łaźni, kawalerem Orderu Gwelfów i kawalerem Orderu Gwiazdy Indii. W 1834 r. został członkiem Tajnej Rady. W 1852 r. Konstablem Twierdzy Tower i Lordem Namiestnikiem Tower Hamlets. W 1855 został awansowany do rangi marszałka polnego.
Cotton zmarł w 1865 r.

## Rodzina
1 stycznia 1801 r. poślubił lady Annę Marię Pelham-Clinton (zm. 31 maja 1807), córkę Thomasa Pelham-Clintona, 3. księcia Newcastle i Anny Marii Stanhope, córki 2. hrabiego Harrington. Stapleton i Anna mieli razem trzech synów:
- Robert Henry Stapleton Cotton (18 stycznia 1802 – 1821)
- dwóch synów zmarłych w niemowlęctwie

18 czerwca 1814 r. poślubił Caroline Greville (zm. 25 stycznia 1837), córkę kapitana Williama Fulke'a Greville'a. Stapleton i Caroline mieli razem syna i dwie córki:
- Caroline Frances Stapleton-Cotton (1815 – 10 maja 1893), żona Arthura Hilla, 4. markiza Downshire, miała dzieci
- Wellington Henry Stapleton-Cotton (24 listopada 1818 – 1 grudnia 1891), 2. wicehrabia Combermere, jego potomkami są wszyscy kolejni wicehrabiowie
- Meliora Emily Anna Maria Cotton, żona Johna Charlesa Fredericka Huntera

2 października 1838 r. poślubił Mary Woolley Gibbings (ok. 1799 – 31 sierpnia 1889), córkę Roberta Gibbingsa. Małżeństwo to nie doczekało się potomstwa.